# Karl Luchner
Karl Luchner (* 5. Mai 1929 in München; † 6. Januar 2001) war ein deutscher Physiker und Physikdidaktiker.
Karl Luchner studierte Technische Physik an der Technischen Hochschule München mit dem Diplom 1953. 1950 wurde er Mitglied der Katholischen Bayerischen Stundenverbindung Rhaetia.
Danach war er kurz am Amt für Bodenforschung in Hannover, bevor er zur TH München zurückkehrte und 1957 in Festkörperphysik promovierte (Über die Thermolumineszenz von natürlichem Flußspat). Als Post-Doktorand war er an der New York University. 1963 habilitierte er sich an der TH München und forschte dort in Atom- und Kernphysik. Unter dem Einfluss von Edgar Lüscher, der ebenfalls für einführende Physiklehrbücher bekannt war, wandte er sich der Physikdidaktik zu und wurde 1974 Professor für Didaktik der Physik an der Ludwig-Maximilians-Universität München. 1994 wurde er emeritiert. Er ist Begründer einer Münchner Schule der Physikdidaktik.
Von 1991 bis 1994 leitete er den Verband Didaktik der Deutschen Physikalischen Gesellschaft. Von 1994 bis 1996 war er Mitglied der International Commission on Physics Education (ICPE) der IUPAP und 1995 bis 1999 Präsident der GIREP (Groupe international de recherche sur l'enseignement de physique).
Von ihm stammen zwei Bände Übungsaufgaben zur Experimentalphysik bei BI Hochschultaschenbücher, die er auch schon in der Lehrbuchreihe von Edgar Lüscher bei BI Hochschultaschenbüchern verfasste. Er verfasste auch mit Georg Michael Kalvius den vierten Band (Wärmelehre, Atom- und Molekülphysik) der einführenden Lehrbuchreihe für Physik von Klaus Dransfeld und Paul Kienle (Oldenbourg Verlag).

## Schriften
- Aufgaben und Lösungen zur Experimentalphysik I: Mechanik, geometrische Optik, Wärme, BI Hochschultaschenbuch 1967
- Aufgaben und Lösungen zur Experimentalphysik II: Elektromagnetische Vorgänge, BI Hochschultaschenbuch 1966
- Fliegen - Angewandte Physik, Praxis-Schriftenreihe 48, Aulis Verlag Deubner, 1990
- Physik ist überall: Streifzüge durch Natur, Alltag, Technik und Forschung, München: Ehrenwirth 1994, Oldenbourg Schulverlag 1998
- mit Georg Michael Kalvius: Physik 4. Physik der Atome und Moleküle, Physik der Wärme, Oldenbourg 1995